# しいないおり
しいな いおり（1985年12月12日 - ）は、日本の元AV女優。イオンプロモーション所属。

## 略歴
2005年に『pureness』で宇宙企画（メディアステーション）よりAVデビュー。
2006年に『セル初×ギリギリモザイク ギリギリモザイク』でエスワンよりセルデビュー。

## 作品

### アダルトビデオ
2005年
- pureness（8月26日、宇宙企画）
- 妄想姫（10月21日、宇宙企画）
- 宇宙企画 THE BEST EPISODE 2005（11月12日、宇宙企画）
- Sweet Mix（12月16日、宇宙企画）

2006年
- 拘束のススメ（2月24日、メディアバンク）
- ベストセレクション（3月10日、メディアステーション）
- セル初×ギリギリモザイク ギリギリモザイク（4月7日、エスワン）
- 宇宙企画COMBO!4時間 めがねっ娘編（4月28日、メディアステーション）
- ギリギリモザイク 妄想的特殊浴場 本指名（5月19日、エスワン）
- ギリギリモザイク バコバコ大乱交1 （6月19日、エスワン）
- ギリギリモザイク ネットリ濃厚セックス（7月7日、エスワン）
- ギリギリモザイク 6つのコスチュームでパコパコ!（8月7日、エスワン）
- ギリギリモザイク ギリギリモザイク6本番（9月7日、エスワン）
- ギリギリモザイク オフィスでバコバコ乱交（10月7日、エスワン）
- ギリギリモザイク いおりは隣の若奥様（11月7日、エスワン）
- ギリギリモザイク いおりのセックスじっくり見せてあげる（11月19日、エスワン）
- 強精中出しエロ玩具7（12月1日、MOODYZ）

2007年
- 女教師レイプ2 レイプされる9人の女教師（4月12日、隼エージェンシー）
- 人妻の情事8 夫以外の男に中出しされた妻たち（4月12日、隼エージェンシー）
- フェラコレ2007春SP（4月12日、隼エージェンシー）
- 裏サービス 家庭教師派遣センター 2（4月20日、シャイ企画）
- 犯られた人妻たち 第5章 中出しされる5人の人妻（4月20日、なでしこ）
- こだわりの手コキ 4時間SP 4 40人のハンドメイド （5月12日、隼エージェンシー）
- ハイパーデジタルモザイク 生中出し 4時間 （5月13日、MOODYZ）
- 美女とおやぢ。（6月6日、タカラ映像）
- TAKARA GREATEST BOX （6月6日、タカラ映像）
- オナニスト ［第十七章］ （6月16日、隼エージェンシー）
- 注文だよっ!! 3 （6月25日、モデスト）
- フェラコレ2007夏SP （7月13日、隼エージェンシー）
- ヌーディストGALビーチ 2 (7月15日、トップワン）
- 実践!潮吹きポルチオ性感講座 (7月15日、アレックス）
- キスマニア Vol.3 （7月19日、BRAVO）
- パイパン中出しFUCK21連発(8月13日、カルマ）
- やりすぎBBQ大会 （8月15日 トップワン）
- 痴女原人 (8月15日、ジェイモデル）
- エロかわいいピザの宅配痴女娘 (8月20日、イマージュ）
- フリーダム・キャバクラ M的恥責（12月20日 フリーダム）
- フリーダム学園 校内集団暴行 3（12月20日 フリーダム）
- 美少女の足裏 6（12月20日 フリーダム）

2008年
- 人妻レイプ4時間 II 犯られまくる10人の人妻たち（1月18日 なでしこ）
- 綺麗なお姉さんに犯されたい（2月13日 溜池ゴロー）
- 厳選!素人エロギャル生本番連発!!（2月15日 イマージュ）
- ギャルのニーソックス 4 （5月5日、フリーダム）
- 素人援交生中出し 31 (7月31日、プラム）
- THE真正中出しショータイム 1 （8月30日 モブスターズ）
- 嫁vs姑バトル （9月16日 大洋図書）共演:志村玲子
- 2回連続大量ザーメン激顔射（10月1日、V（ヴィ））
- アナルアクメ耐久Fuck VOL.7（11月1日 プレステージ）

## テレビ
- エロパラNight （GyaOジョッキー2007年10月16日放送分）
- 美女と湯けむり （旅チャンネル）
- 桃のふくらみ（MONDO21）